# سارة (بعدان)

تعديل مصدري - تعديل

سارة هي إحدى قرى عزلة المشكي بمديرية بعدان التابعة لمحافظة إب، بلغ تعداد سكانها 481 نسمة حسب تعداد اليمن لعام 2004.